# 杜廷述
杜廷述（越南语：／，？—？），越南阮朝官員。

## 生平
杜廷述爲阮朝軍事人物，官至都統，後致仕。
杜廷述一家信奉天主教。

## 家庭
- 有一女適協佐大學士阮登三之子。[5]

- 有一子娶陳廷量之女。[6]